# Білокуракине
Білокура́кине — селище в Україні, адміністративний центр Білокуракинської селищної громади Сватівського району та колишнього Білокуракинського району Луганської області. Розташоване на Слобожанщині, на річці Білій (басейн Сіверського Дінця). Населення становить 6944 особи, 2450 дворів. Площа селища 488 га.

## Природні ресурси
Селищем тече річка Біла, права притока річки Айдар (басейн Сіверського Дінця). Вище за течією споруджено Білокуракинське водосховище. Заплава річки використовується під приватне городництво, споруджено канали, на річці шлюзи.
Селище розташоване в крейдяній системі з великими покладами вапняку, глини, будівельного піску, крейди. Тут ведуться промислові розробки названих природних ресурсів. Є невеликі запаси кам'яного вугілля, природного газу, джерела лікувальної мінеральної води. Найбільшим ресурсом для селища та району є чорноземні ґрунти.

## Історія
Помірно теплий клімат, наявність річок, багатий рослинний і тваринний світи, невеликі поклади корисних копалин, близькість до шляхів постійних торговельних сполучень з давніх часів привертали увагу людей на історичні простори Дикого поля. Історичний розвиток Білокуракинського краю визначався його географічним розташуванням. Тут проходив славнозвісний Кальміуський (Валуйський) шлях, яким татари робили набіги до Центральної Росії, тому й заселятись він почав пізніше ніж краї на схід від Айдару та на захід від Борової, починаючи з XVIII століття. Перші поселенці в цьому краї дали назву своїй слободі Відрадне. На початку XVIII століття, після азовських походів Петра I ці землі були віддані князю Борису Куракіну. На початку XVIII століття заснована слобода Куракіна. Олександр Куракін (1697—1749) займався освоєнням цих земель в 1730-1760-х роках, розводив на цих землях овець та велику рогату худобу, давав притулок кріпакам-утікачам з України та Росії. Заселявся цей край поступово. Дослідник історії Слобожанщини Дмитро Багалій пише: 
|  | У панських слободах піддані мали доволі землі. Мешканці слобід жили не дуже заможно, а хуторяни навпаки — багато. Заможніші з них утримували від 15 до 25 волів, по 10 корів, по 200 овець. |

З 1765 року у складі Валуйського повіту Воронезької губернії, на відміну від навколишніх земель козацьких полків в складі Слобідсько-Української губернії. 25 вересня 1779 року, у результаті губернської реформи Катерини II, утворене Воронезьке намісництво, Білокуракине увійшло разом з Куп'янським і Сватолуцьким комісарствами до складу Валуйського повіту. 1796 року Воронезьке намісництво скасоване, відновлена Воронезька губернія. Білокуракине увійшло до складу відновленої Слобідсько-Української губернії (1835 року перейменована на Харківську), підпорядковується Біловодському повітові. Наприкінці XVIII століття в слободі діяв млин на річці Біла, стояла дерев'яна господська хата, 300 дворів селян, відбувалось 3 ярмарки на рік, на свято Архістратига Михайла скуповувати місцеву худобу приїздили з Калуги, Тули, Єльця
1802 року східні землі слобідських козацьких полків (приблизно сучасним адміністративним кордоном між Харківською і Луганською областями) передані до складу Воронезької губернії, Білокуракине — волосний центр у складі Старобільського повіту. 1824 року частина земель (Старобільський повіт) була повернута до складу Харківської губернії.
Білокуракинці за 50 років до скасування кріпацтва в 1861 році викупили себе, свою землю і волю у князя Олексія за 1 млн 100 тис. карбованців. З боку князя цей крок був вимушений. Через розгульне життя він занедбав свої землі і не пропустив нагоди якнайбільше здерти з селян, виїжджаючи послом до Франції. За князівську «милість» білокуракинці вносили плату протягом 25 років з 1805 по 1830 рік. 1848 року в слободі лютувала холера від якої померло 360 осіб, від цинги померло 360 осіб. У пореформений час відбувається інтенсивне дроблення селянських господарств, з 1863 по 1885 рік населення Білокуракиного збільшилося на 21 % і становило 5430 жителів, число дворів зросла на 38 %- 834. Великої шкоди селянам наносив падіж худоби внаслідок різних захворювань і відсутності ветеринарної допомоги, під час чумної епізоотії 1871—1872 років на кожних два селянських двори залишилося по одному коню.

### Початок XX століття
На початку XX століття став посилюватись процес розшарування селян. До 1900 року в селі зовсім не було залізних плугів, борін та інших знарядь сільськогосподарського виробництва. Працювали дерев'яними боронами та ралами. Не краще було і з тягловою силою. На 538 дворів у 1903 році було 446 коней, 693 волів, 476 корів, а 35 господарств не мали худоби зовсім. На початок XX століття в слободі Білокуракіна налічувалось 5503 жителів обох статей; 848 дворів, православна церква, сільське училище, заїжджий двір, 9 крамниць, проводились щотижневі базари і ярмарки.
У 1905 році 47 заможних селянських господарств утримувало майже третину худоби, особливо виділялись Почтаренки, Корнієнки, Павленки, Балабаї, які володіли землею й орендували її у бідняків (більш ніж 1500 десятин). Великого рівня досягло безробіття, щорічно в період 1900—1903 років з села на заробітки виїздило 1200—1500 робітників. Тому під час столипінської реформи до Казахстану за період 1904—1908 років виїхало 952 особи у складі 156 родин. Виїздили також і до Канади. Влітку 1906 року серед білокуракинських селян, що збирали врожай поміщика Фандєєва, почалися заворушення. Вони вимагали підвищення заробітної плати і поліпшення харчування, три дні не виходили на роботу. Поміщик пообіцяв виконати вимоги, але викликав каральний загін зі Старобільська. Активістів побили різками, а наступного дня запалали скирти хліба, соломи і сіна. 1912 року в селі налічувалось 48 % бідняцьких господарств, 38 % середняцьких, 12 % великих (куркульських), інші 2 % становили торговці, духовенство тощо. У 1912 році в селі з'явилося перше промислове підприємство — паровий млин, що належав французькому підприємцю Комба. Наймали на роботу 12-15 чоловік. У цей час Павленки збудували невеличку олійню, що переробляла соняшникове насіння. 1912 року виникло «Сільгосптовариство», яке існувало на принципі пайових внесків та займалося видачею позик селянам, а пізніше стало завозити сільгоспінвентар.
У роки Першої світової війни майже всі чоловіки, які підлягали мобілізації, були призвані до царської армії та відправлені на фронт.
Волосне управління, яке очолювали заможний хлібороб Лавренко та представник партії есерів Цанов, під час Лютневої революції 1917 повністю підтримало політику Тимчасового уряду.

### Радянський період
Радянська влада на території Білокуракиного була вперше встановлена в грудні 1917 року на сільському сході. Першим головою сільської ради став місцевій бідняк Єфрем Миронович Вашура. Рада забезпечувала хлібом і насінням бідноту, годувала фронт, демобілізованих солдатів на фронт. Сільську раду очолював демобілізований після поранення червоноармієць П. М. Чорнуха.
У квітні 1918 року в село з боку Старобільська вступили австро-угорські війська. Перед вступом німців до села з місцевих жителів, колишніх фронтовиків, була створена партизанська група, яку очолили брати Іван та Степан Ладнаї, Дмитро Матвійович Рогозян та Арсентій Вітер. 25-26 червня 1918 року в село вступили частини 1-го кінного гайдамацького полку кошового отамана Костя Гордієнка і 1-го Українського куреня смерті, які своєю агітацією спричинили хвилювання проти Гетьманщини і німців, це викликало арешти. 27 серпня з реорганізацією корпусу в дивізію прийшов наказ про прийняття запорожцями присяги на вірність гетьману, біля тридцяти чоловік присяги не прийняли, тому їх негайно увільнили з полку. У листопаді австро-угорські війська покинули село.
У червні 1919 року німців змінила влада денікінців, які грабували населення, піддавали репресіям усіх, хто здавався їм підозрілим.
У грудні 1920 року до Білокуракиного увійшов полк червоноармійців І кінної армії Будьонного під командуванням Левченка. Вже в січні 1921 року повстанські загони Колеснікова (200 шабель, 500 гвинтівок, 9 кулеметів) ліквідували невеличкий загін народної міліції, вбили 11 активістів, яких було поховано в братській могилі в центрі селища (1951 року споруджено пам'ятник).
1921 року вдруге відновили роботу ради селянських депутатів. У січні в Білокуракиному створений більшовицький осередок, до складу якого ввійшли інвалід війни Дмитро Матвійович Рогозян, Арсеній Вітер та Василь Заїка. Всі члени більшовицького осередку увійшли до складу першого Ревкому, Рогозян став головою, а Вітер — продкомісаром. У 1921 році було експропрійовано олійницю (обслуговувало 20 робітників) і передано товариству «Праця».
У квітні 1923 року село стало центром Білокуракинського району Старобільської округи Донецької губернії. Райком партії очолив колишній юзівський робітник, голова волосного комітету В. П. Перов, райвиконком — голова колишнього волосного ревкому Д. М. Рогозян. У 1923 році здержавлено паровий млин. 1924 року в Білокуракиному були створені перші комсомольська (очолив Василь Антоненко) та профспілкова організації.
У 1927 році 109 селянських господарств об'єдналися в товариство зі спільної обробки землі (ТОЗ). Через рік їх стало 3, а в кінці 1928 року вони об'єдналися в колгосп «Гасло культури» (голова Трохим Митрофанович Заєць). Першими до колгоспу вступили бідняки Федір Стасюк, Савелій Муромець, Лука Півторацький. У 1930 році утворився другий колгосп. 1932 року в селі повністю закінчилася колективізація бідняцьких та середняцьких господарств, колгосп «Гасло культури» був розділений на 7 сільгоспартілей: «Соціалістичний Донбас», «Червоний прапор», «Червоний шлях», «імені Петровського», «Ленінський шлях», «КІМ», «імені Ворошилова», «Червона зірка». Під час колективізації на середину 1931 року колективізовано було до 85 % селянських господарств. Забезпеченість колгоспів продуктами була недостатньою, 10 % колгоспників селища зовсім не мали хліба. До колгоспів усіх незгодних залучали силою, у разі відмови записували в куркулі і розкуркулювали — відбирали майно, вивозили всією родиною на ярок, деяких відправляли на заслання. Виконуючи планове завдання з відсотка розкуркулених, розкуркулювали і середняків, і бідняків. Розкуркулені без засобів виробництва, без права відвідувати село без перепустки від коменданта існували за рахунок жебрацтва, виїздили на Донбас. Така політика призвела до напруженого положення, зростання випадків бандитизму, нічного патрулювання вулиць міліцією.
Суцільна колективізація, політика розкуркулювання та непосильні хлібозаготівлі призвели до Голодомору 1933 року. Під час Голодомору за архівними даними в селі загинуло 378 осіб. Урожайність хліба в 1932 році по району була в середньому такою ж як і в 1931 році.
У 1932 році створена МТС (перший директор Жолтіков Андрій Петрович). Першим механіком МТС був Заїка Микола Данилович, а одні з найкращих трактористів тоді були Гринько Денис Пилипович, Лавренко Андрій Данилович, Гладченко Омелян Трохимович, Чаленко Арсеній Салифонович. У 1934 році побудована нова машинно-тракторна майстерня, до якої прибули нові трактори ХТЗ. 1936 року тракторна бригада Білокуракинської МТС, яку очолював І. Т. Острогляд, досягла рекордного виробництва: на 15-сильний трактор — по 1200 га. Бригадир Острогляд та його заступник Г. Т. Сухоставський були нагороджені орденами Леніна.
Білокуракине постраждало внаслідок геноциду українського народу, вчиненого урядом СРСР у 1932—1933 роках, кількість встановлених жертв — 371 людина.
У 1938 році в селі почала працювати залізнична магістраль Москва — Донбас, яку будували з 1932 року. Побудована залізнична станція Білокуракине. У 1938 році закінчена перша черга хлібоприймального пункту. У цьому ж році почалося будівництво автомобільного шосе від станції до міста Старобільськ. Був створений харчокомбінат по переробці фруктів і овочів, виготовленню кондитерських виробів, безалкогольних напоїв. Промкомбінат виробляв з місцевої сировини цеглу, гончарні і столярні вироби. Працювала швацька і взуттєва артілі. 1938 року утворено Ворошиловградську область.
До 1940 року на полях колгоспів працювало близько 20 тракторів, колгоспи мали свої автомашини, по 4 ферми, пасіки; розширена лікарня, яка була перетворена в районну, відкрилася поліклініка і зубопротезний кабінет, пологовий будинок. У 1938 році одна з семирічних шкіл перетворена в середню школу, відкрилися 4 початкових школи.

### Друга світова війна
З початком німецько-радянської війни у 1941 році більшість боєздатних чоловіків пішло на фронт, а тисячі трудівників будували оборонні споруди, протитанкові рови, а разом із тим продовжували працювати на полях. Взимку 1941—1942 років німецьке люфтваффе бомбили село і залізничну станцію, хлібоприймальний пункт. 9 липня 1942 року німецькі війська окупували село. За час окупації розстріляно 126 мирних жителів, 980 осіб вивезли на каторжні роботи до Німеччини, розграбовані колгоспи, забрано коней, корів, зруйновані приміщення державних і громадських організацій, лікарня, Будинок культури, бібліотеки. Мирні жителі переховували військовополонених, зривали обмолот хліба гітлерівцям, ховалися від примусового вивезення на роботи. У селі були створені та діяли підпільні групи партизанської та диверсійної оборони в тилу ворога. Керівництво партизанськими групами району було покладено на Грінченка (працівника МТС) і секретаря райкому Ключенкова Лаврентія Тихоновича (комісар). У грудні 1942 року, перед наступом радянських військ, створено підпільну комсомольську групу, до якої ввійшли Любов Савеліївна Ладнай, Галина Микитівна Ткаченко, Наталія Федорівна Почтаренко.
Під час Острогозько-Розсошанської наступальної операції частинам Південно-Західного фронту Червоної армії була поставлена задача вийти 18 січня 1943 року на лінію Шахове — Нагольна — Дем'янівка — Грицаївка — Гайдуківка. 19 січня 1943 року частини 172-ї стрілецької дивізії увійшли в Білокуракине.
Під час відступу німецькі війська розстріляли родини червоноармійців Серебрянського Івана Омеляновича і Гужви Л. М., Лагунової Марії, а також Рудяшка Івана Федоровича і Попова Федора Омеляновича.
Після звільнення від німецької окупації у 1943-44 роках були відновлені машинно-тракторна станція, промисловий та харчокомбінат, лікарня, школа, бібліотека, усі колгоспи. Головою колгоспу «Соціалістичний Донбас» була Л. Ключенкова, колгоспу «Червоний прапор» — В. Хмеленко, «ВСІМ» — Г. Малик. До 1947 року були досягнуті довоєнні посівні площі.
731 житель воював на фронтах війни, більше трьохсот жителів загинуло, 379 білокуракинців нагороджено орденами і медалями Радянського Союзу. Особливо відзначились власним героїзмом артилерист А. П. Варава, командир ескадрону Л. І. Похила, командир батареї І. Д. Силаєв, військовий фельдшер П. П. Куценко, генерал-лейтенант Петро Володимирович Вашура, начальник політвідділу корпусу, генерал-майор авіації Василь Олександрович Бихал, штурман повітряної армії, кореспондент армійської газети Олексій Митрофанович Монько.

### Повоєнні часи
У 1950 році з 7 колгоспів були створені 3: «Червоний прапор», «імені Калініна», «Світанок». Через рік урожай озимої пшениці в колгоспі «Червоний прапор» склав 25 ц/га. У 1953 році в Білокуракиному розпочався стрімкий розвиток колгоспів: підвищилася врожайність полів, поліпшилася структура посівних площ, господарства поповнювалися новітніми марками тракторів. У 1958 році колгосп «40 років Жовтня» (колишній «Червоний прапор») та «імені Калініна» об'єдналися в єдине велике господарство — колгосп «Дружба». У 1970 році колгоспи «Дружба» і «Світанок» реорганізовані в радгоспи «Ленінський» і «Більшовик».
1954 року село Білокуракине віднесене до категорії селища міського типу. Загальна площа селища на той час становила 13414,1 га.
У 1960—1964 роках споруджений новий житловий масив з 21-го двоповерхових 16-квартирних будинків квартал Перемоги (бригадир Мацай В. І.), з дитячим садом-яслами «Сонечко» на 140 місць, закладений парк на честь 50-річчя ВЛКСМ, у центрі якого був встановлений монумент. Також були побудовані універмаг, будинок побуту, магазин «Дитячий світ», ресторан, лікарняний комплекс, вузол зв'язку, автостанція. У 1964 році почала роботу ПМК, селище підключене до державної електромережі. У 1968 році побудовано новий корпус молокозаводу. У 1973 році побудований асфальто-бетонний завод. У 1974 році почала роботу СТО автомобілів, побудовані склади для добрив і паливно-мастильних матеріалів.

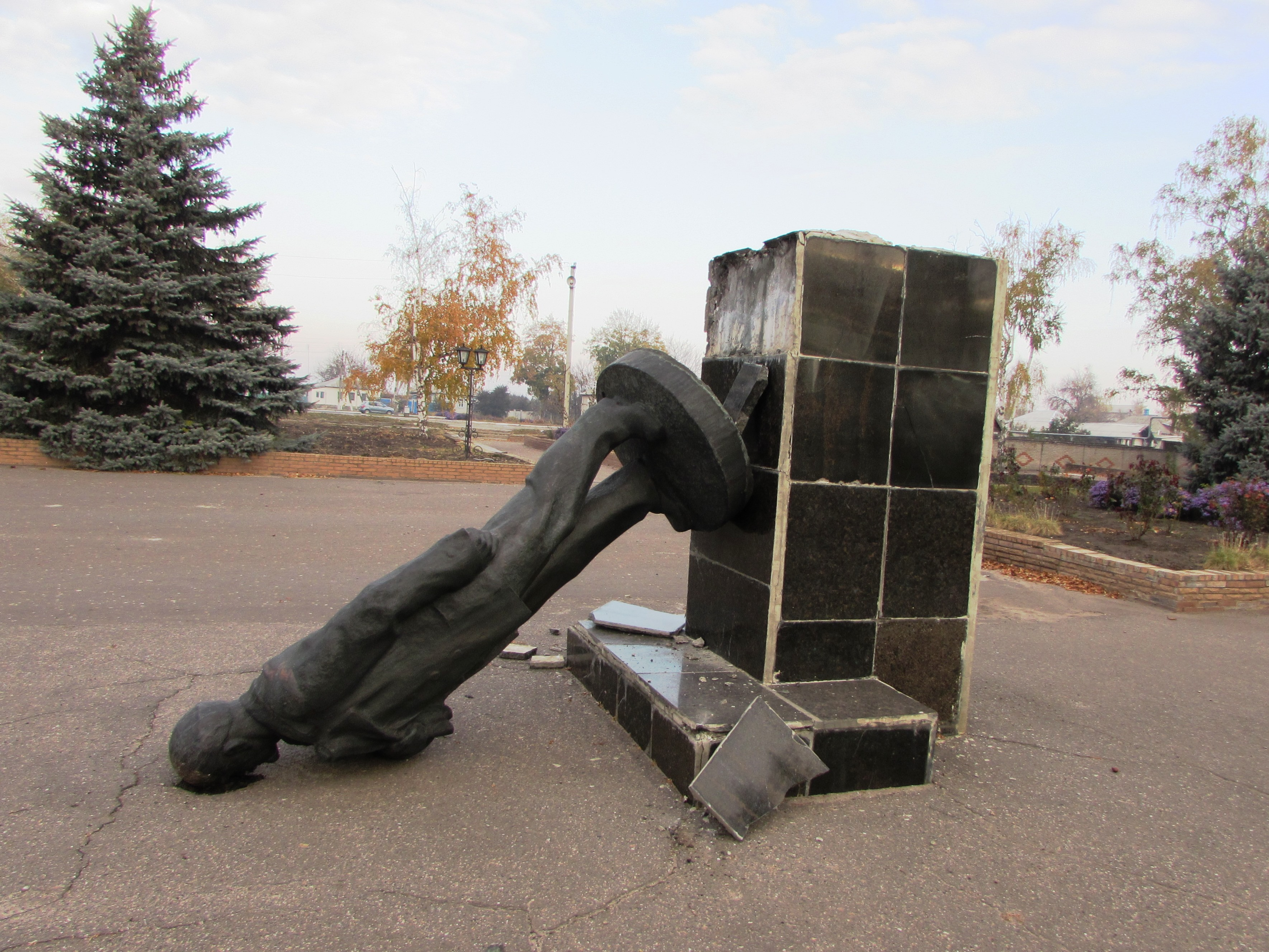
Скинутий пам'ятник Леніну

Побудовано 25 магазинів (в тому числі книжковий, меблевий, гастроном, м'ясо-молочний, дитячого одягу, кулінарний), 2 їдальні, 2 початкові школи, 4 клуби, кінотеатр, Будинок піонерів, 5 бібліотек (2 районні — доросла і дитяча, селищна, кабінету політосвіти райкому компартії, середньої школи № 1; 40 500 томів).
У 1981 році розпочато будівництво житлового комплексу кварталу Миру (бригадир Крупов Г. М.).

### Російсько-українська війна
10 жовтня 2014 року у селищі невідомі знесли пам'ятник Леніну. В ході повномасштабного російського вторгнення, в березні 2022 року окуповане російськими військами.

## Економіка
Один з основних напрямів в економіці Білокуракиного — розвиток сільськогосподарського виробництва. На сьогодні агропромисловий комплекс об'єднує багатогалузеве сільське господарство. У районі реформовано 20 сільгосппідприємств (колишніх колгоспів), створено 35 нових приватно-орендних сільгоспформувань.
Основна сільськогосподарська спеціалізація району — землеробство. Головні культури: пшениця, соняшник, ячмінь, просо, кукурудза. Розвинуте молочно-м'ясне тваринництво, птахівництво. Розповсюджено городництво, садівництво, бджільництво. Досить велику частку всієї сільськогосподарської продукції дають приватні присадибні господарства.
У 1996 році вперше на Луганщині утворена Білокуракинська машино-технологічна станція (МТС), а ще через рік — Солідарнівська МТС. Найбільшими промисловими об'єктами є СТОВ МТС «Альянс», СТОВ АФ «Партнер», ПСП «Дніпро», Білокуракинський райавтодор ДП «Луганськоблавтодор», ТОВ «Білокуракинський елеватор», СТОВ «Птиця», ТОВ «Білокуракинський молокозавод», Цех хлібобулочних виробів ТДВ «Колосок», ПП «БІС» та ін. Зареєстровано понад 100 суб'єктів підприємницької діяльності і 22 малих підприємства.
Найкращими сільгосппідприємствами з виробництва валової продукції є СТОВ «Партнер», СТОВ МТС «Альянс», фермерське господарство Хатажукова. У Білокуракиному відкрито понад 130 торговельних точок, діють 3 ринки, перукарні, фотоательє, ательє з пошиву одягу, взуттєва майстерня тощо. Основний вид зайнятості населення — роздрібна торгівля, побутове обслуговування та громадське харчування.

## Населення
У 1800 році в селі проживало 4447 осіб, а після викупу з неволі,
- 1830 — 8189 мешканців;
- 1891 — 5503 мешканців;
- 1938 — 5095 мешканців;
- 1959 — 5600 мешканців;
- 1969 — 6700 мешканців;
- 2001 — 7969 мешканців.

## Вулиці
У селищі існують 53 вулиці та провулки: Базарна, Весняна (колишня Щорса), Вишнева (колишня Комсомольська), Гагаріна, Гоголя, Горбунова, Енергетиків (колишня Комунарів), Задорожна, Зарічна, Зелена (колишня Карла Маркса), Історична (колишня Леніна), Кленова, Квіткова (колишня Пролетарська), Коцюбинського, Крайня, Кринична (колишня Димитрова), Лугова, Магістральна, Мостова, Набережна, Паркова (колишня Кірова), Переїзна, Першотравнева, Підгірна, Польова, Розкішна (колишня Артема), імені О. Рудяшка, Слов'янська (колишня Радянська), Сонячна, Сонячний шлях (колишня Ленінський шлях), Тимірязєва, Українська (колишня Соцдонбасівська), Центральна (колишня Чапаєва), Шевченка, імені 172-ї стрілецької дивізії.
Провулки: Будівельний, Врожайний, Вокзальний, Жовтневий, Заливний, Залізничний, Колгоспний, Мирний, Молодіжний, Новоселівський, Огородній, Шкільний (колишній Піонерський), Робочий, Сєвєродонецький, Степовий, Затишний (колишній Чапаєвський), Ювілейний.
Площа і парк імені Шевченка (колишні імені Горького).
Квартали: Миру, Перемоги.
Згідно Рішення № 88/5 від 09 жовтня 2015 року Білокуракинської селищної ради VI-скликання в селищі Білокуракине було перейменовано частину вулиць, що мали назви радянського періоду.

## Транспорт
Селище розташоване за 130 км від обласного центра Луганськ, з яким пов'язано асфальтованою дорогою, регулярним автобусним сполученням і залізницею. В центрі селища розташована автостанція, залізнична станція та зупинний пункт залізниці 853 км (поблизу автостанції) на лінії Валуйки — Кіндрашівська-Нова. Також діє залізничний вокзал Білокуракине (Т1313).

## Культура
У центрі села у 1920-х роках побудований клуб (у 1928 році почалася демонстрація кінофільмів), відкрито будинок-читальню. 1940 року зведено новий Будинок культури із залом на 350 місць і кіноустановкою. При будинку культури діяли драматичний, хоровий і самодіяльний гурток, духовий оркестр, працювали 2 бібліотеки (12000 томів). На початок XXI століття у селищі налічується 7 закладів культури, з них 3 клубних установи, 2 бібліотеки, дитяча школа мистецтв та районний краєзнавчий музей. У селищі поблизу річки Біла споруджено районний оздоровчий комплекс «Здоров'я». Виходить місцева районна газета «Життя Білокуракинщини», колишній «Заповіт Ілліча». День селища святкують другої неділі вересня.
Щороку, у травні у приміщенні Будинку культури проходить відкритий обласний молодіжний фестиваль-конкурс патріотичної пісні та поезії «Воронцева слобода».

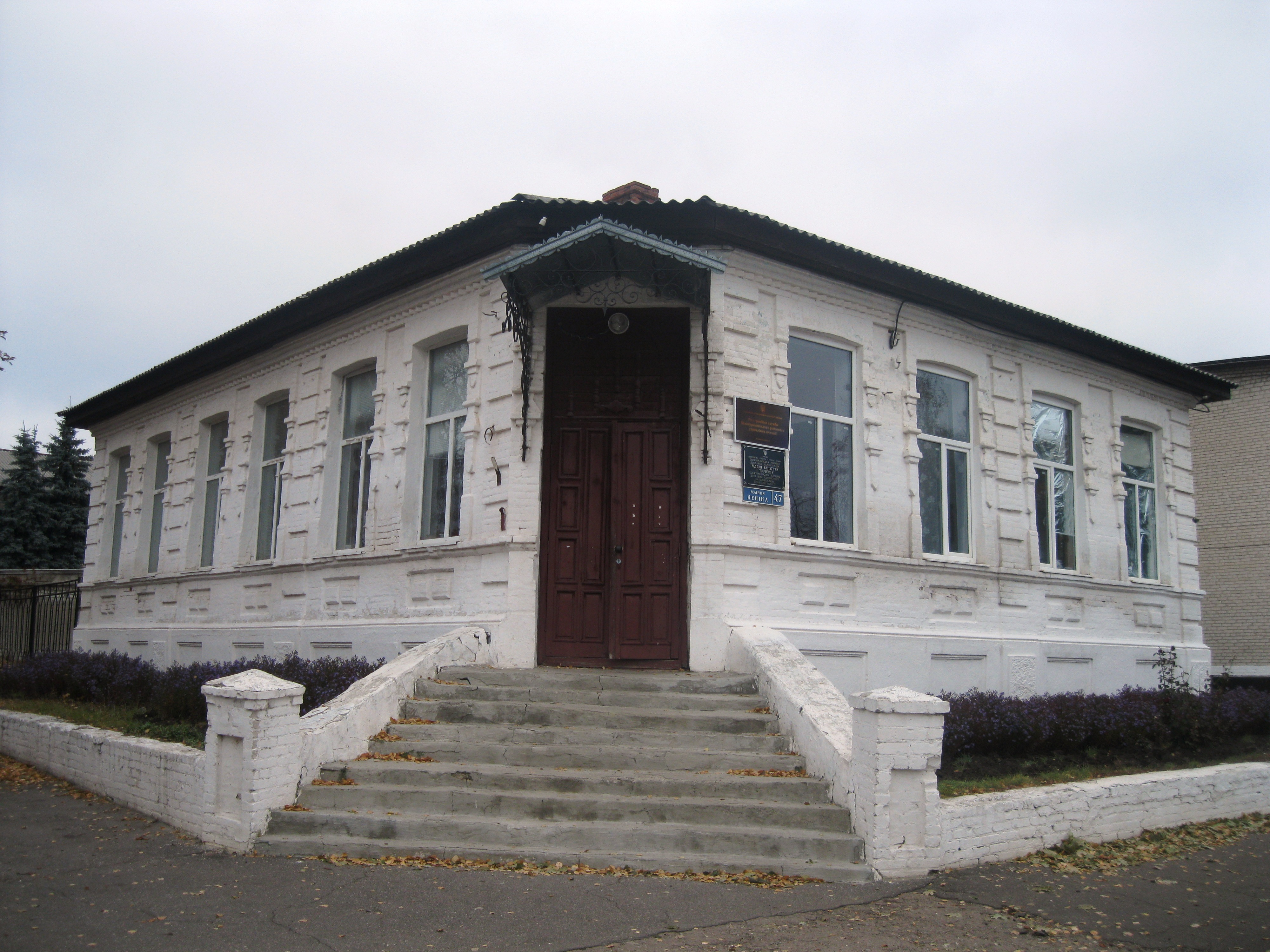
Відділ культури і туризму РДА
Будинок культури
Районна бібліотека
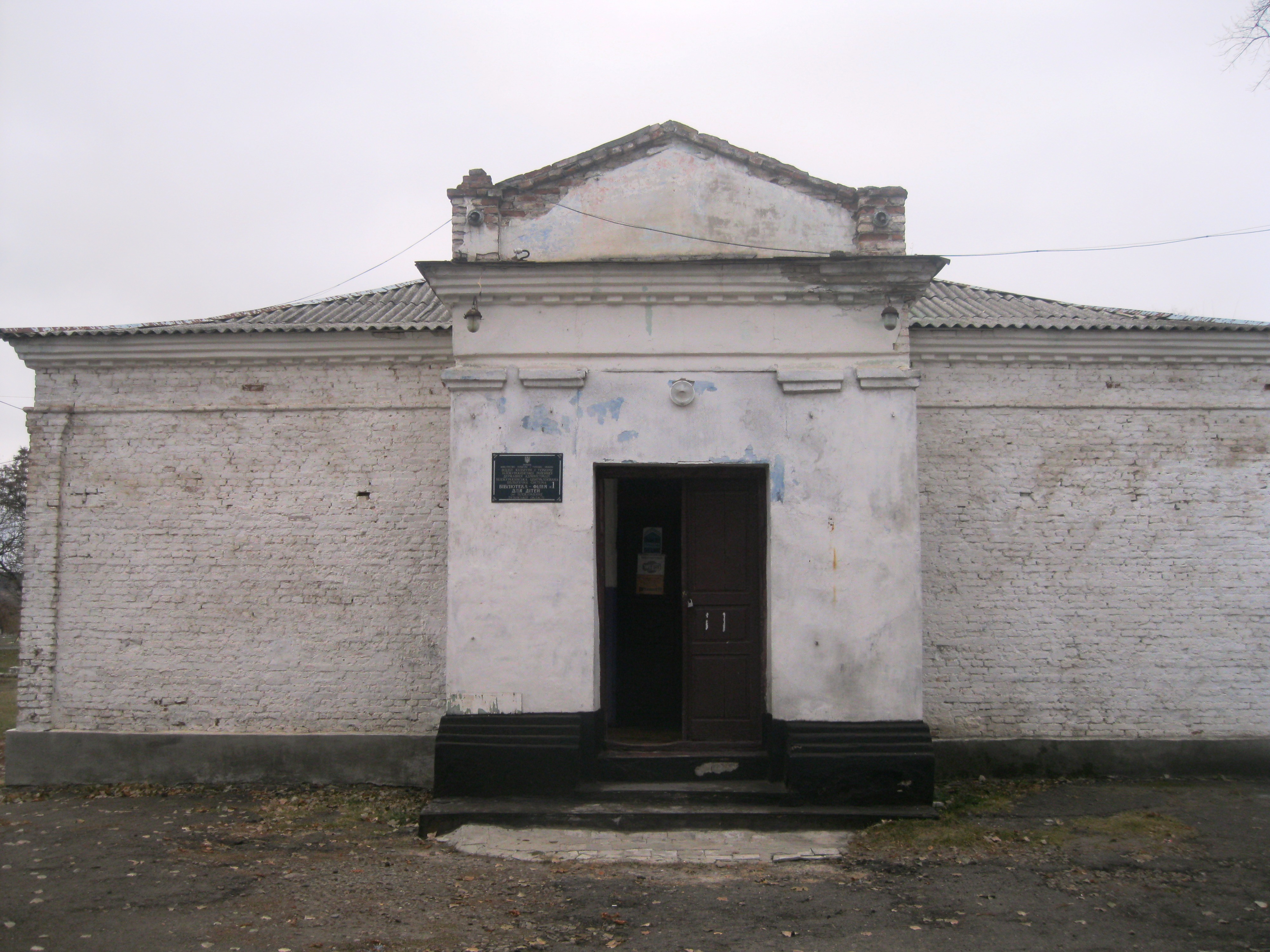
Дитяча бібліотека

### Освіта

Відділ освіти

Ще за часів Російської імперії в селі існувала церковно-парафіяльна школа, а з 1908 року відкрито земське училище. Всього в навчальних закладах працювало 3 вчителя та 2 законовчителі. В 1912 році в селі відкрили другу земську школу на 4 класи, у якій викладали 4 вчителі із середньою освітою. У 1926 році обидві початкові школи розширено і реорганізовано до семирічних, почали працювати лікнепи. У 1955 році розпочато будівництво середньої школи. Нове 4-поверхове приміщення школи було споруджено в 1975 році.
Станом на 2013 рік в Білокуракинській загальноосвітній школі № 1 по вулиці Леніна навчалось 544 учнів в 24 класах, кількість персоналу становила 47 чоловік, директор Смолянкін Михайло Іванович. У Білокуракинській загальноосвітній школі № 2 по вулиці Шевченка навчається 170 учнів в 10 класах, кількість персоналу становить 19 чоловік, директор Крупчинська Ірина Станіславівна.
В центрі Білокуракине поруч із загальноосвітньою школою № 1 розташований Будинок дитячої та юнацької творчості, який було побудовано в 1954 році. До 1975 року це була будівля середньої школи, яку після будівництва нового приміщення перетворили на Будинок піонерів. На початку 1990-х років Будинок піонерів перейменували на Будинок дитячої та юнацької творчості. Станом на 2015 рік в ньому працює 5 напрямів діяльності: художньо-естетичний (гуртки: вокальний, сольний спів, хореографічний, музичний театр); туристсько-краєзнавчий (гуртки: історико-краєзнавчий, туристичний, історичне краєзнавство); декоративно-прикладна творчість (гуртки: малюнок та живопис, сувенірний, бісерне мистецтво, чарівна намистина); науково-технічний відділ (гуртки: столяри-конструктори, декоративна обробка деревини, основи web-дизайну, основи програмування, основи фотошопу); соціо-культурний відділ (літні оздоровчі табори).
У селищі діє 2 дитячих садочка «Сонечко» і «Берізка».

### Спорт

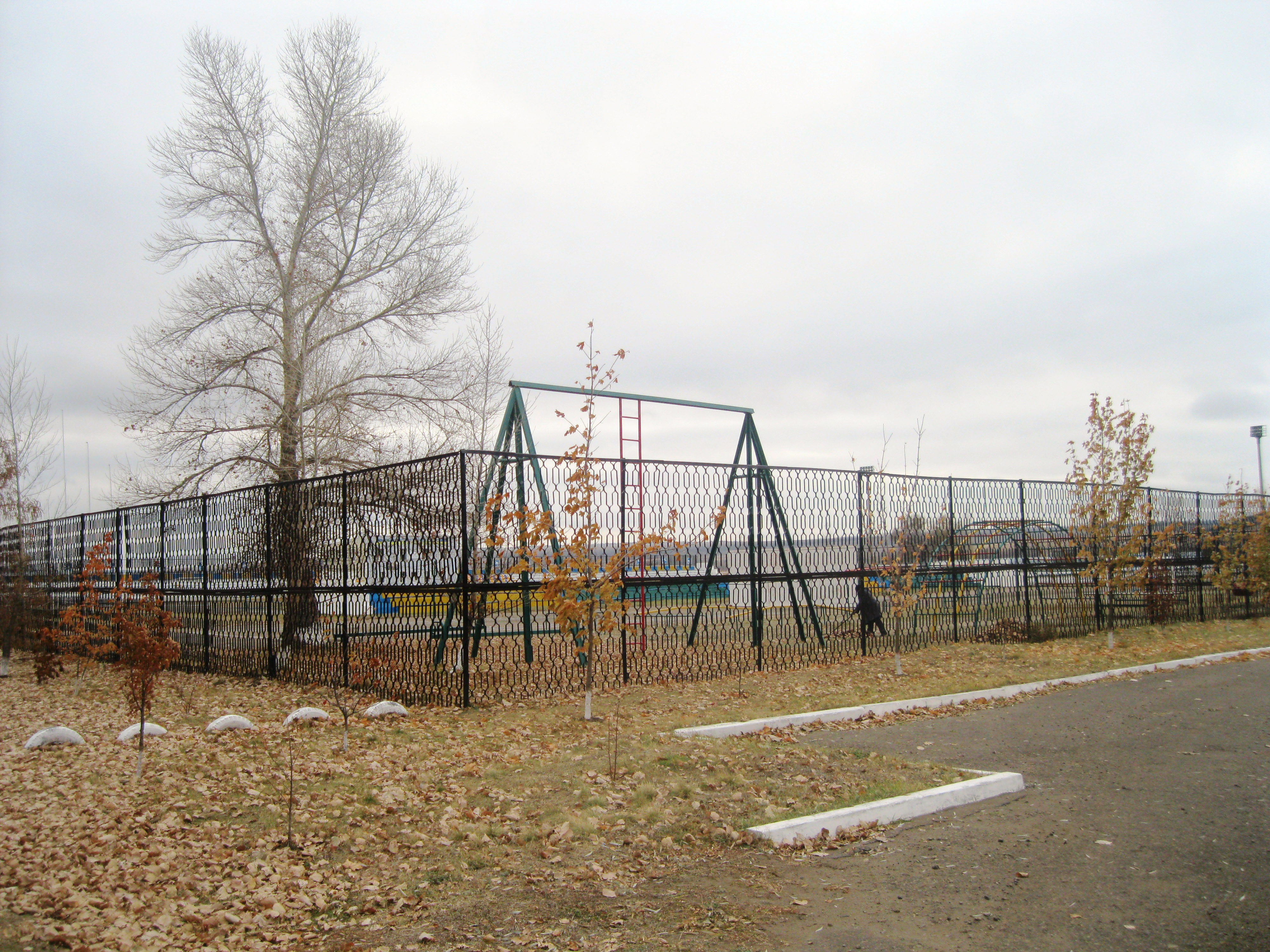
Стадіон «Здоров'я»

У селищі поблизу річки Біла споруджено районний оздоровчий комплекс «Здоров'я».
З 1991 року по 2013 рік в Білокуракиному працювала дитяча секція східних єдиноборств, яку відвідували хлопці та дівчата шкільного віку. Тренером був Нізамов Дамір Фарідович. Відео
З вересня 2011 року по березень 2014 року працювала секція тайського боксу, тренером був Орлов Валентин Олександрович. 
В жіночій першій лізі України з футболу виступає команда з Білокуракине - ЖФК «Кобра».

### Охорона здоров'я
Через погані умови життя, систематичне недоїдання, непосильну працю багато жителів слободи XVIII—XIX століть не доживали і до середнього віку. Часто спалахували епідемії, під час яких багато людей вмирало. Скупі рядки документів того часу розповідають, що в 1848 році від холери померло 360 осіб, від цинги — 350 осіб. За 60 дореформенних років населення збільшилось всього на 40 людей, і становило в 1863 році 4487 осіб. На початку XX століття в селі з'являється фельдшер, що приймав хворих на приватній квартирі.
У 1912 році збудована перша лікарня на 25 ліжок. У 1951 році в районній лікарні було вже 50 ліжок, а в 1955 році введена в експлуатацію двоповерхова лікарня з хірургічним відділенням. У 1970-х роках лікарня мала 283 лікарняних ліжок, 8 спеціалізованих відділень, нові терапевтичний з неврологічним корпусом, 2 рентгенкабінети, водолікарня на місцевій білокуракинській мінеральній воді.
Станом на 2012 рік у селищі працює центральна районна лікарня на 165 ліжок. У 2022 році за допомоги Білгородської області проводиться ремонт й утеплення фасадів центральної районної лікарні.

### Пам'ятники
Для відпочинку жителів у селищі діють парк імені Горького, сквери Молоді (раніше сквер імені ВЛКСМ), імені 60-річчя Перемоги, імені 70-річчя районної газети. У парку Т.Шевченка (раніше М.Горького) розміщений меморіальний комплекс воїнам, загиблим у роки Великої Вітчизняної війни, відкрито алею Героїв Радянського Союзу та Героїв Соціалістичної праці.
У 1951 році в центрі селища на братській могилі загиблих односельців був встановлений пам'ятник. В день 30-ліття Перемоги 1975 року в парку було споруджено пам'ятник Скорботної матері на честь загиблих воїнів.
У 1976 році на центральній площі селища, площі Горького встановлений пам'ятник В. І. Леніну. З весни 2014 року, у зв'язку з політичною ситуацією в Україні і протиріччями серед населення щодо особистості В. І. Леніна відбувались спроби повалити пам'ятник, 10 жовтня 2014 року рано вранці пам'ятник був скинутий з постаменту місцевими вандалами-активістами. Улистопаді 2022 року пам'ятник було відреставровано i встановлено на відновлений постамент. Урочисте відкриття відбулося 7 листопаду, в день105-ї річниці річниці Жовтневої соціалістичної революції.

Пам'ятник Скорботної Матері та Алея слави
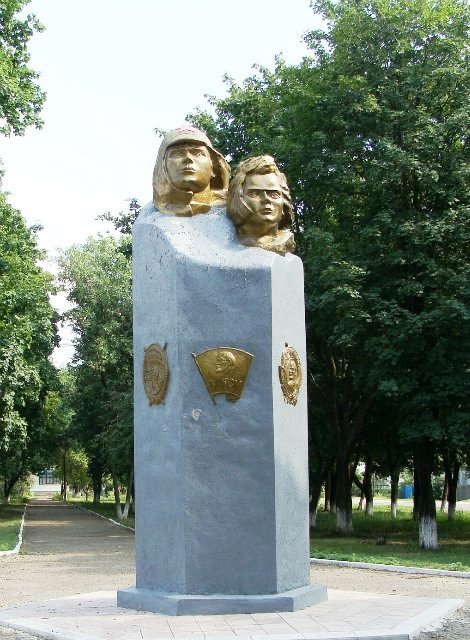
Пам'ятний знак ВЛКСМ
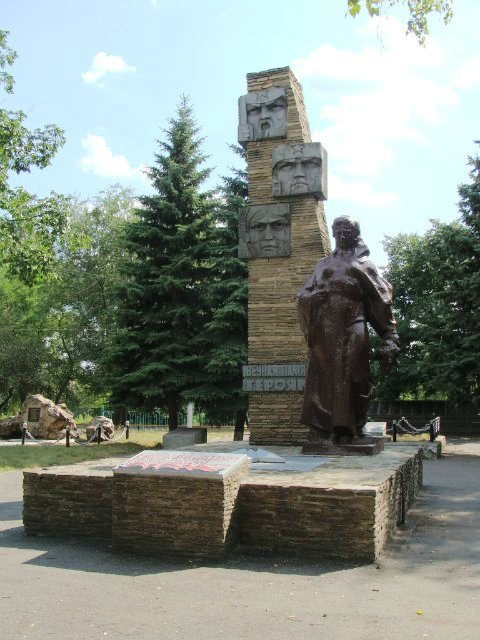
Пам'ятник Скорботна мати в Білокуракине, парк Тараса Шевченка
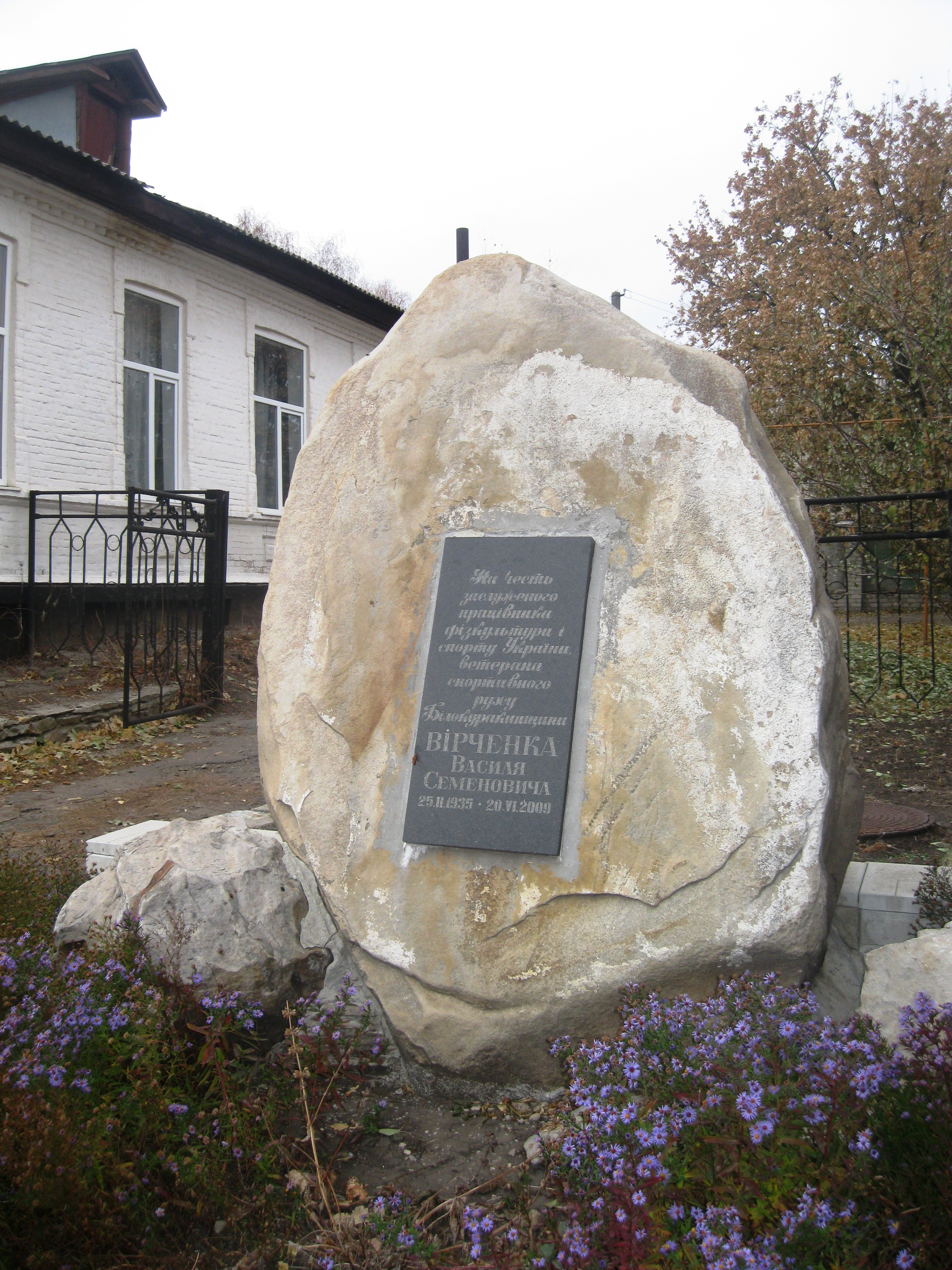
Пам'ятний знак Василю Вірченку
Алея слави
Алея слави

Поблизу школи в сквері встановлено пам'ятник Тарасові Григоровичу Шевченку. Поблизу районного краєзнавчого музею на місці колишньої дошки пошани в 2000 році встановлено пам'ятний знак 300-річчя селища Білокуракине.
На правому березі річки Біла, під крутим схилом крейдяного пагорба, за ініціативи й зусиллями ветерана німецько-радянської війни Гапочки Михайла Андрійовича облаштовано криницю Відраднівську і місток до неї через річку; тут місцеві жителі не тільки набирають цілющої прохолодної води, але й можуть відпочити. На згадку про цю подію встановлено гранітну пам'ятну плиту поблизу криниці.

### Церкви
Першою церквою слободи Білокуракина була церква Апостолів Петра і Павла, закладена на початку XVIII століття Борисом Івановичем Куракіним. Перенесена до Тарабанівки (сучасна Павлівка), після того як Олександр Борисович Куракін разом із Тевяшевим силою заволодів законним маєтком Тарабанової.
Церква Успіння Пресвятої Богородиці згадується під 1750 роком, коли її було видано антимінс. 1759 року при цій церкві було вже три священика, серед яких протоієрей — Яків Оржельскій. 1792 року зусиллями князя Куракіна перебудована як кам'яна. Землі при храмі 198 десятин, парафіян: 2287 чоловіків, 2160 жінок (1800); 4083 чоловіків, 4106 жінок (1830). При храмі поминають князівську родину. З 1835 по 1849 роки мешканцями слободи пожертвувано храму речей на 1900 рублів сріблом. При храмові книги: «Анфологіон» і «Служебник» (1748); «Служебник Чернігівській» (1754). 1817 року вільним хліборобом Григорієм Гриньком збудовано приділ в ім'я Святого Миколая. Храм зруйновано в 1930-ті роки, під час радянської боротьби з релігією.
1872 року на місцевому цвинтарі зведено кам'яну церкву Каплуновської ікони Божої Матері.
1874 року в селі збудована кам'яна Свято-Тихонівська церква на Підгорівці, зруйнована в часи боротьби з релігією. Тепер це головний храм селища.
12 серпня 2012 року в центрі селища Білокуракине на перехресті вулиць Кірова і Чапаєва (нині вулиці Паркова та Центральна), на місці колишнього магазина Райспоживспілки (Госптовари) офіційно відкрито і освячено церкву Святих царствених мучеників страстотерпців. Фундамент церкви було закладено у 2000 році єпископом Луганським і Старобільським Іоанікієм. Поблизу церкви споруджено фонтан, встановлено лавочки. Головним спонсором будівництва церкви виступив Михайлик Олександр Григорович, уродженець Білокуракинщини.

## Відомі особистості

### Уродженці
- Білянський Андрій Дмитрович — лауреат Державної премії СРСР, доктор технічних наук, головний інженер Липецького металургійного комбінату.
- Вергуленко Ігор Сергійович (1999—2022) — старший лейтенант Збройних сил України, учасник російсько-української війни.
- Кікоть Володимир Якович — генерал-лейтенант, доктор педагогічних наук, професор, заслужений працівник вищої школи Російської Федерації, члена-кореспондента Російської академії наук, сенатор Приморського краю.
- Курило Віталій Семенович (1957) — народний депутат Верховної ради України, президент Луганського національного університету.

### Мешканці
- Вервейко Валентин Олександрович — головний інженер Білокуракинських РЕМ, заслужений працівник енергетики.
- Гапочка Микола Михайлович — народний депутат України IV скликання, заслужений працівник будівництва.
- Герасюта Антоніна Іванівна — керівник народного ансамблю народної пісні «Золота осінь» районного будинку культури ім. Т. Г. Шевченка, заслужений працівник культури.
- Гончаров Сергій Васильович — народний депутат Верховної ради України VI скликання.
- Коваль Микола Андрійович — головний редактор газети «Життя Білокуракинщини», заслужений працівник журналістики.
- Покотило Людмила Андронівна — головний лікар центральної районної лікарні, заслужений працівник медицини.
- Пономаренко Тетяна Петрівна — заступник голови Білокуракинської районної державної адміністрації, заслужений працівник освіти.
- Писаренко Віктор Григорович — директор СТОВ МТС «Альянс», заслужений працівник сільського господарства.
- Письменний Володимир Леонідович — полковник, герой Росії, заступника начальника Управління авіації ФСБ Росії, головний штурман.
- Фоменко Катерина Олександрівна — народний депутат Верховної ради України IV скликання.
- Щебетенко Віктор Дмитрович — директор Північної електричної мережі Луганської області, заслужений працівник енергетики.

## Пам'ятники природи місцевого значення
- Велика долина — ботанічна пам'ятка природи;
- Кисилівські оголення — геологічна пам'ятка природи;
- Лісова перлина — загальнозоологічний заказник;
- Олександропільська — ботанічна пам'ятка природи;
- Роздольнянські пруди — ентомологічний заказник;
- Самсонівська заводь — ландшафтний заказник.

## Краєвиди

Селищна рада
Районна рада
Суд